# Barbus lagoensis
Barbus lagoensis е вид лъчеперка от семейство Шаранови (Cyprinidae).

## Разпространение
Този вид е разпространен в Нигерия.